# Hyalorbilia
Гіалорбілія (Hyalorbilia) — рід грибів родини Orbiliaceae. Назва вперше опублікована 2000 року.
В Україні зустрічається Гіалорбілія надута (Hyalorbilia inflatula).

## Галерея

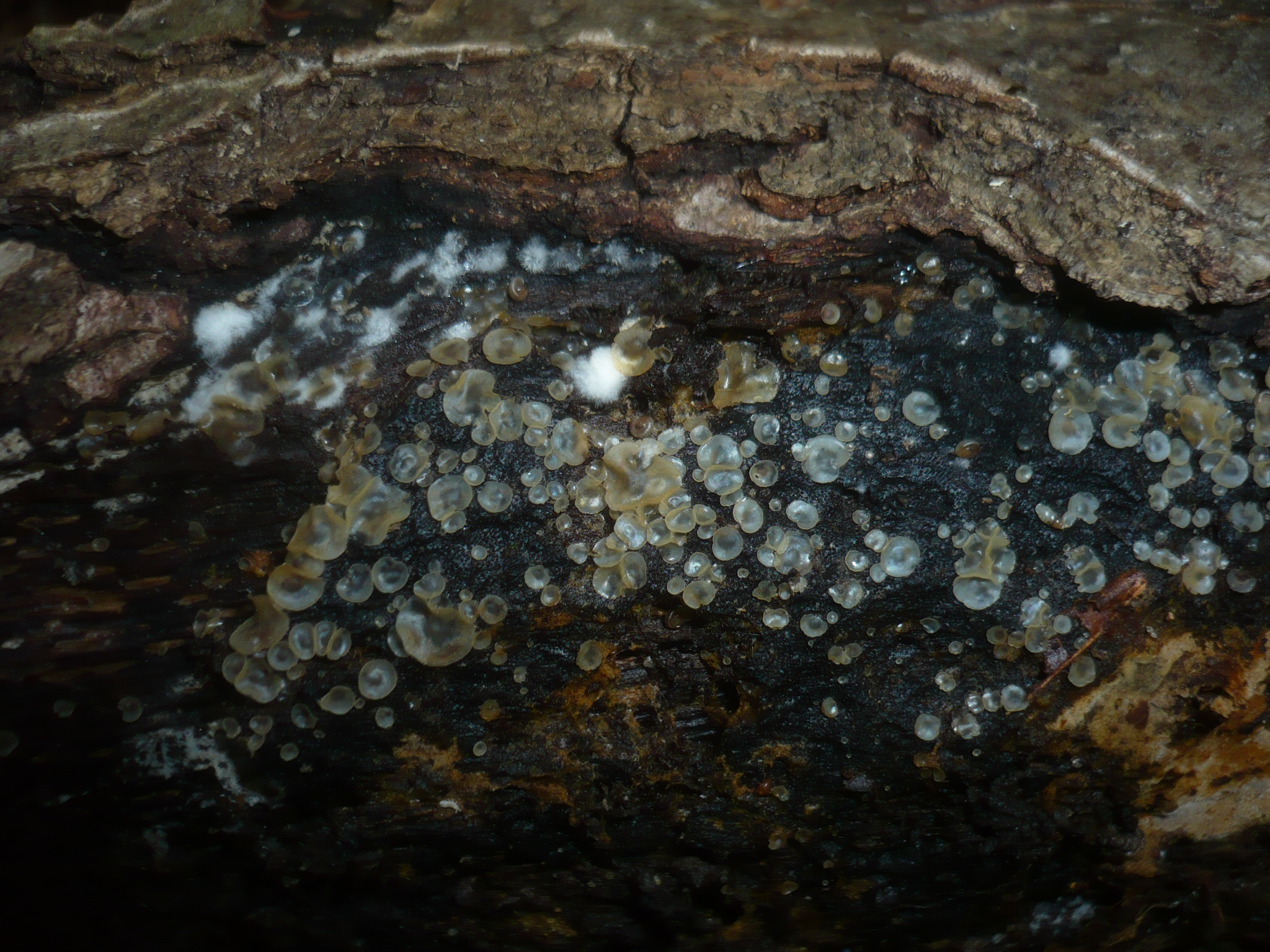
Hyalorbilia inflatula
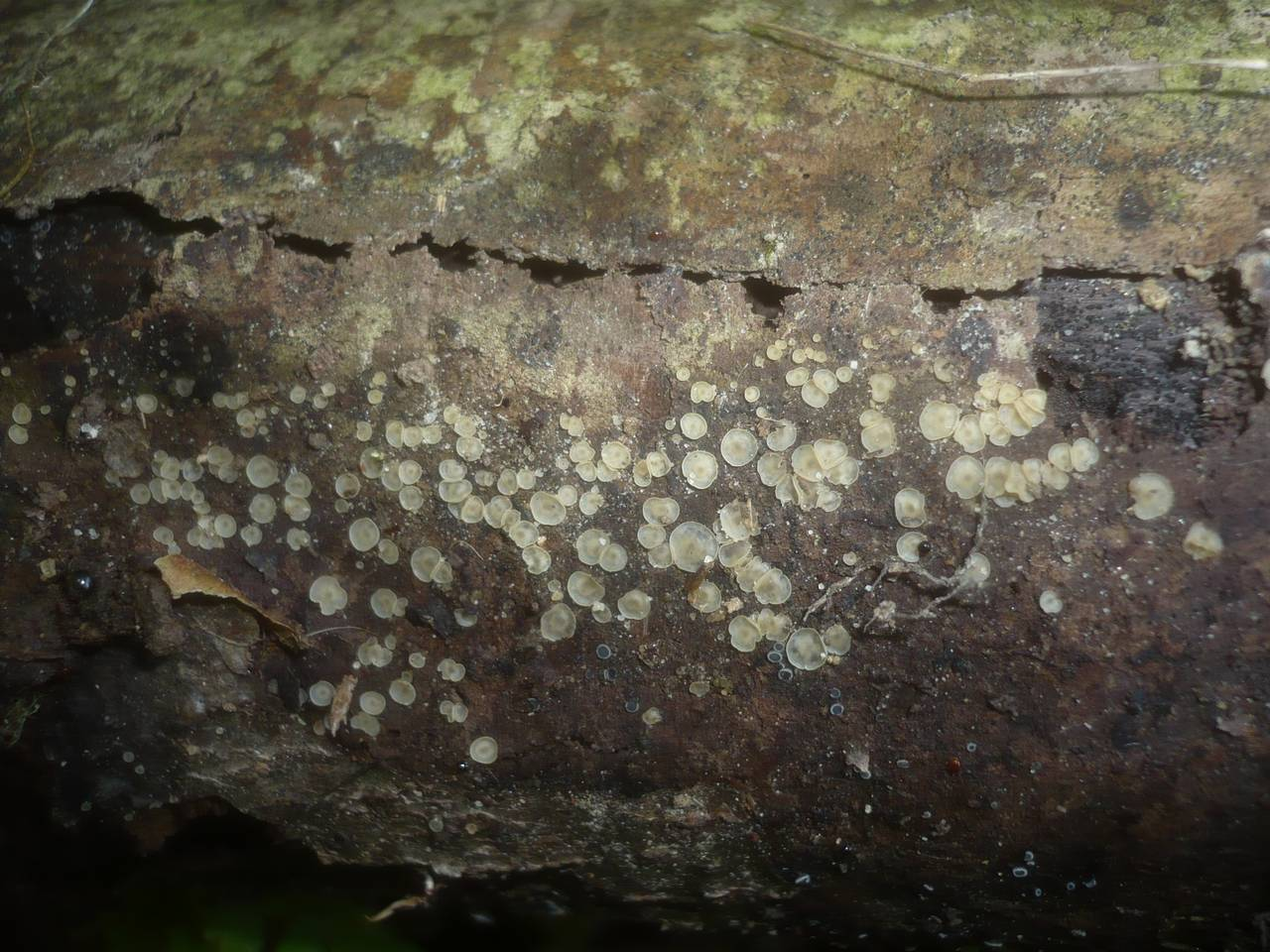
Hyalorbilia inflatula